# Natalia Wörner
Natalia Wörner (Stoccarda, 7 settembre 1967) è un'attrice tedesca.

## Biografia
Appena finito il liceo, lascia la Germania per New York dove studiò recitazione presso l'Actors Studio Lee Strasberg. Tornata in patria nel 2000, ha vinto il Premio della Tv tedesca come miglior attrice protagonista.
Nel 2009 interpreta il ruolo di Ellen nella miniserie ispirata al libro di Ken Follet I pilastri della Terra.

## Filmografia parziale

### Cinema
- 20 nights, regia di Lâm Lê (2006)

### Televisione
- Bella Block: Blinde Liebe, regia di Sherry Hormann – film TV (2000)
- Frauen lügen besser, regia di Vivian Naefe – film TV (2000)
- Four Seasons, regia di Giles Foster – miniserie TV (2009)
- I pilastri della Terra (The Pillars of the Earth), regia di Sergio Mimica-Gezzan – miniserie TV (2010)
- Cenerentola, regia di Christian Duguay – miniserie TV (2011)
- Linea di separazione (Tannbach – Schicksal eines Dorfes), regia di Alexander Dierbach – miniserie TV (2015-2018)
- Berlin Station, registi vari – serie TV, seconda stagione (2017)

## Riconoscimenti parziali
- 2000 – Deutscher Fernsehpreis[1]
  - Miglior attrice protagonista per Bella Block: Blinde Liebe e Frauen lügen besser
- 2011 – Premio Romy[2]
  - Premio speciale della giuria per I pilastri della terra (ex aequo con Donald Sutherland)

## Doppiatrici italiane
- Anna Cesareni in I pilastri della terra
- Laura Boccanera in Cenerentola